# Ana Maria Tavares
Ana Maria Tavares née à Belo Horizonte en 1958 au est une artiste visuel brésilienne. Ses interventions sont à l'intersection de l'art, de l'architecture et du design. Elle vit et travaille à São Paulo.

## Biographie
Ana Maria Tavares obtient un bachelor of arts en 1982 à l'école Armando Alvares. Fondation Penteado à São Paulo. Elle poursuit ses études à Chicago et obtient un Master of Arts en 1986 à l'Art Institute of Chicago. Elle soutient sa thèse de doctorat en art de l'Université de São Paulo en 2000.
Elle est professeure d'art à l'Université de São Paulo. Elle questionne les utopies modernistes, en tant que construction idéologique. Elle compare le travail des figures modernistes comme Adolf Loos, Le Corbusier, Oscar Niemeyer et des architectes aux gestes plus spontanés comme Lina Bo Bardi.
À Nashville, en 2013, elle présente des œuvres qui questionnent l'architecture utopique d'Oscar Niemeyer et son rôle en tant qu’instrument de progrès social. Elle met l'accent sur les réalités dystopiques de São Paulo ou Brasilia. Inventory Control est une sculpture murale de douze miroirs, qui fait référence au contrôle et à la surveillance.
Pour l'exposition, Euryale Amazonica de 2014, elle narre l'histoire des jardiniers britanniques qui tentent au XIXe siècle, de reproduire Euryale Amazonica, fleur du fleuve Amazone, au Royaume-Uni. Elle expose des objets floraux brodés à la main. Elle explore le lien entre la nature tropicale et l'architecture moderniste qui a rejeté la nature.
En 2018, lors de l'exposition Rotações Infinitas. Pour illustrer sa propre analyse sur les questions entre ornement et fonction, entre industrie et artisanat, elle s'intéresse au mouvement de la rotation, de la suspension, du déplacement.
En 2023, elle présente sa première exposition à Paris.

## Expositions
- Objetos e Interferências, Pinacoteca do Estado de São Paulo, São Paulo, 1982[1]
- Ana Maria Tavares, Superior Street Gallery, Chicago, 1986
- Ana Maria Tavares, Gabinete de Arte Raquel Arnaud, São Paulo, 1990
- Chicotes, Gabinete de Arte Raquel Arnaud, São Paulo, 1993
- Chicotes, Paço Imperial, Rio de Janeiro, 1994
- Rotatórias, Galeria Millan, São Paulo, 1996
- Porto Pampulha, Museu de Arte da Pampulha, Belo Horizonte, 1997

- Relax’o’visions, Museu Brasileiro da Escultura (MuBE), São Paulo, 1998
- Estação II, Centro Universitário Mariantonia, São Paulo, 2000
- Projeto Zona Instável, Pavilhão das Cavalariças, Escola de Artes Visuais do Parque Lage, Rio de Janeiro, 2000
- Middelburg Airport Lounge with Parede Niemeyer, De Vleeshall, Middelburg, 2001
- Entrückte Körper_GRU/TXL, Galerie Vostell, Berlin, 2002
- Numinosum, Galeria Brito Cimino, São Paulo, Brazil, 2002
- Enigmas de uma Noite com Midnight Daydreams, Instituto Tomie Ohtake, São Paulo, 2004
- Noturnos (da série Caça-Palavras), Centro Cultural São Paulo (CCSP), 2004
- Paisagem para Exit II, Culturgest, Porto, 2005
- Ana Maria Tavares, Schusev State Museum of Architecture, Moscou, 2008
- Fortuna e Recusa ou Ukiyo-e (a imagem de um mundo flutuante), Galeria Vermelho, São Paulo, 2008
- Ana Maria Tavares, Kröller-Müller Musuem, Arnhem, 2008

- Paisagens Perdidas (Para Lina Bo Bardi), Galeria Vermelho, São Paulo, 2010
- Desviantes, Galeria Silvia Cintra, Rio de Janeiro, Brazil; Galeria Vermelho, São Paulo, 2011
- Natural Natural: Paisagem e Artifício, Centro Cultural Banco do Nordeste, Fortaleza, Brazil; Centro de Arte e Cultura Dragão do Mar, Fortaleza, 2013
- Ana Maria Tavares: Deviating Utopias, Frist Center for the Visual Arts, Nashville, 2013
- Tautorama, Paço das Artes, São Paulo, 2013
- Atlântica Moderna: Purus e Negros, Museu Vale, Espírito Santo, 2014
- Euryale Amazonica, Sicardi Gallery, Houston, 2014[6]
- Cárceres a Duas Vozes: Piranesi e Ana Maria Tavares, Museu Lasar Segall, São Paulo, 2015
- Deviating Utopias from Paxton to Burle Max (from the Social Hieroglyphs series), Galerie Stöckle Hauser, Stuttgart, 2015
- Deviating Utopias with Victoria Regias, Rolls Royce Studio, Galerie Weekend, Berlin, 2015
- Sinfonia Tropical para Loos, Galeria Vermelho, São Paulo, 2015

- Sortir du Silence: au-delà de la modernité, Galleria Continua, Paris, 2023
- Ana Maria Tavares: Insane Façades, Galleria Continua, São Paulo, 2022
- Campo Fraturado, SOS. Museu de Arte Moderna (MAM SP), São Paulo, 2021
- O Real Intocável, Galeria Silvia Cintra + Box4, Rio de Janeiro, 2019
- Rotações Infinitas, Galeria Vermelho, São Paulo, 2018
- No Lugar Mesmo: Uma Antologia de Ana Maria Tavares, Pinacoteca do Estado de São Paulo, 2016
- Ana Maria Tavares, Forgotten Mantras, Silvia Cintra + Box4, Rio de Janeiro, 2016
- Sortir du silence : au-delà de la modernité, Galleria Continua, Paris[7]
- Sous les Pixels, la matière, Pont du Gard